# Шећерном болешћу изазване болести ока
Шећерном болешћу изазване болести ока су посебна група болести ока, које настају као статистички значајне компликације шећерне болести. У савременом свету са овом групом болести сусреће се све већа група болесника у свету.

## Етиологија
Шећерна болест утиче на очи када  је глукоза у крви превисока.
Краткорочно, мало је вероватно да ће доћи до губитак вида због високог нивоа глукозе у крви. Људи понекад имају замагљен вид неколико дана или недеља када мењају свој план лечења дијабетеса или меају лекове. Висок ниво глукозе може да промени ниво течности или да изазове оток у ткивима  очију, узрокујући замагљен вид. Ова врста замућеног вида је привремена и нестаје када се ниво глукозе приближи нормалном.
Дугорочно, ако је глукоза у крви висока  то може оштетити мале крвне судове у задњем делу очију. Ово оштећење може почети током предијабетеса, када је глукоза у крви виша од нормалног, али није довољно висока да би  се дијагностиковала шећерна болест. Из оштећених крвних судова може цурити течност и изазвати оток. Нови, слаби крвни судови такође могу почети да расту. Ови крвни судови могу крварити у средњи део ока, довести до ожиљака или изазвати опасно висок притисак у  оку (глауком). Већина озбиљних дијабетичких очних болести почиње проблемима на крвним судовима. 

## Подела
У најчешће болести ока које се јављају као компликација шећерне болести спадају:

### МКБ-Х36.0—Дијабетесна ретинопатија
Поремећај настаје као последица шећерном болешћу изазваног оштећења крвних судова у мрежњачи ока. Ретина осећа светлост и претвара је у сигнале које  мозак декодира, тако да можемо да видимо свет око себе. Оштећени крвни судови могу оштетити мрежњачу, изазивајући болест (дијабетесну ретинопатију). У раној фази болести, крвни судови могу ослабити, избочити се или процурити у мрежњачу. Ова фаза се назива непролиферативна дијабетичка ретинопатија.
Ако се болест погорша, неки крвни судови се затварају, што узрокује раст или пролиферацију нових крвних судова на површини мрежњаче. Ова фаза се назива пролиферативна дијабетесна ретинопатија. Ови абнормални нови крвни судови могу довести до озбиљних проблема са видом.

### МКБ-Х28.1—Катаракта
Поремећај се карактерише замућење очног сочива, а јавља се и као физиолошки знак старења (рана сенилна катаракта). Код болесника са шећерном болешћу развија се у ранијем животном добу као права дијабетесана катаракта (Snowflake). Овај облик катаракте специфичне за шећерну болест узрокован је променама у контроли инсулина.

### МКБ-Х22.0—Рекурентни иритис
Болест са код болесника са шећерном  болешећу може јавити код болесника са лошом гликорегулацијом. Иритис, или предњи увеитис, је упала шаренице - обојеног делаг ока који контролише величину  зенице.. Иритис може бити болан, са већом осетљивошћу на светлост и потенцијално може угрозити  вид ако се не лечи благовремено.
Иритис обично веома добро реагује на лечење, али се често може поновити месецима или годинама касније, тако да је важно одмах захтевати хитну офталмолошку процену и лечење.

### МКБ-Х42.0—Глауком
Поремећај познат као повећање притиска течности унутар ока, последично доводи до оштећења оптичког нерва и губитка вида. Особе са шећерном болешћу имају скоро два пута већу „шансу“ да добију глауком у односу на друге одрасле особе.
Сочива очима су јасне структуре које помажу да се обезбеди оштар вид - али имају тенденцију да постану мутне како старимо. Људи са дијабетесом имају већу вероватноћу да развију замућена сочива, названа катарактом. Људи са дијабетесом могу развити катаракту у ранијој доби од људи без дијабетеса. Истраживачи сматрају да високи нивои глукозе узрокују накупљање наслага у сочивима очију.

## Дијагноза
Током прегледа ока, офталмолог може открити шећерном болешћу изазване болести ока радећи следеће тестове:
- Тестирање оштрине вида -  овај тест очне карте мери способност особе да види на различитим удаљеностима.
- Тонометрија - овај тест мери притисак унутар ока.
- Ширење зеница- након стављања капи на површину ока проширује се зеница, што омогућава лекару да прегледа мрежњачу и оптички нерв.
- Оптичка кохерентна томографија (ОЦТ) - ова техника је слична ултразвуку, али користи светлосне таласе уместо звучних за снимање слика ткива унутар тела. ОЦТ пружа детаљне слике ткива у које може продрети светлост, као што је око.

## Превенција
Најбољи начини за превенцију шећерне болести и одржавање здравља очију су:
- регулација глукозе у крви
- регулација крвног притиска
- регулација холестерола
- престанак пушења дувана
- једногодишњи проширени преглед очију